# Шарль Тевено де Моранд
Шарль Тевено де Моранд (фр. Charles Théveneau de Morande; 9 ноября 1748, Арне-ле-Дюк — 6 июля 1805, там же) — французский журналист, полемист, памфлетист, издатель бульварной прессы. Шпион.

## Биография
Сын прокурора г. Арне-ле-Дюк и королевского нотариуса. Образование получил в Дижоне.
С 1759 по 1763 служил в драгунском полку. Дрался на дуэлях. Затем отправился в Париж, где вёл развратную жизнь, между кражами, азартными играми и сутенерством. В 1765 был оглашён в сводках полиции, как скандалист и либертин. Был арестован и некоторое время провёл в тюрьме.

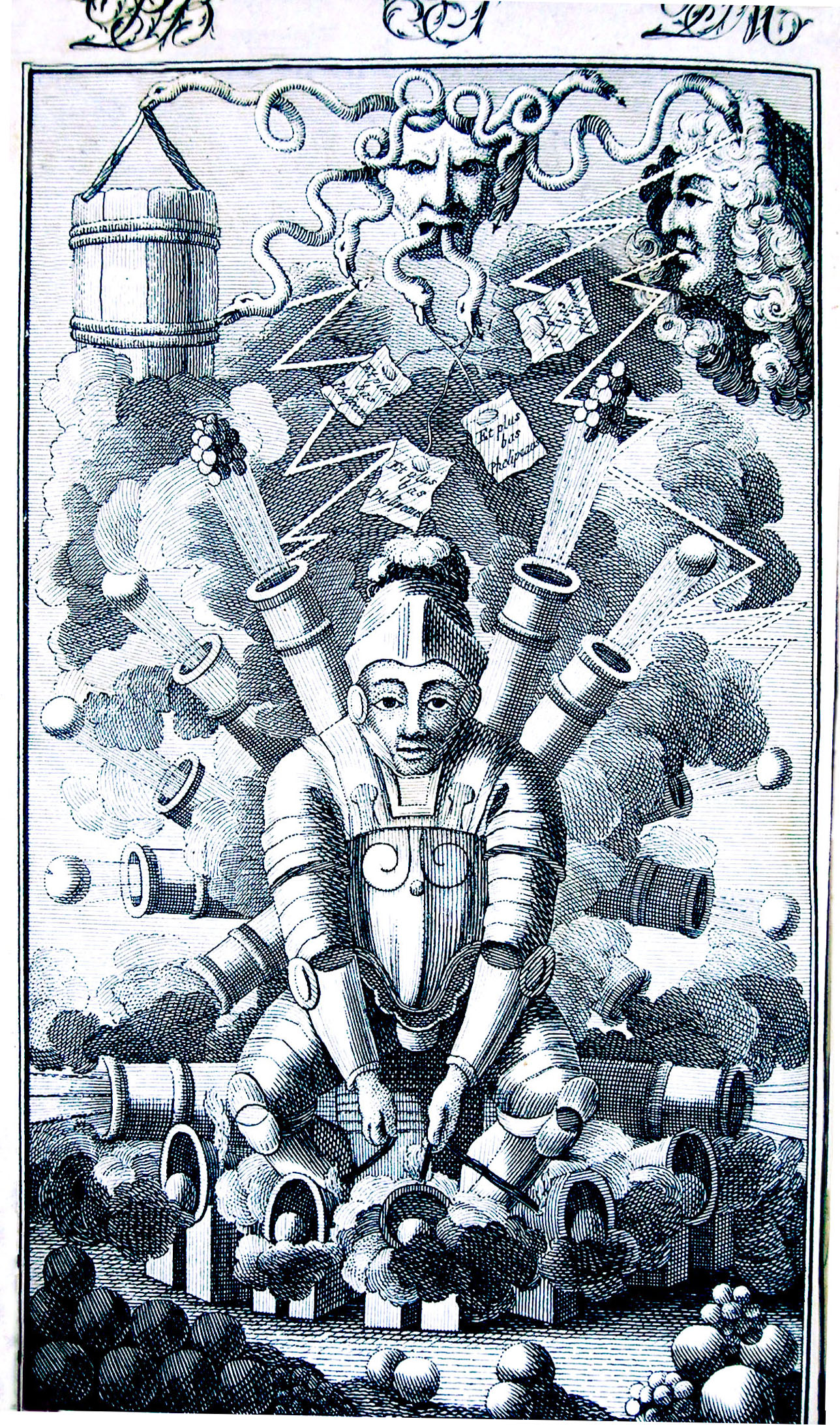
Фронтиспис газеты «Gazetier cuirassé»

В 1771 году несколько месяцев де Моранд издавал бульварную «Gazetier cuirassé», в которой описывались скандальные происшествия высшего света. Начал карьеру «литературного грабителя», распространяя клеветническую информацию и участвуя в шантаже ряда важных персон, в том числе, Вольтера и Р. де Мопу.
Автор памфлета против фаворитки Людовика XV графини Дюбарри. Ж. Марат считал, что заточение перед революцией Ж. П. Бриссо в Бастилию было результатом доноса де Моранда, приписавшего Бриссо авторство памфлета против Марии Антуанетты, написанного им самим.
Граф Луи Леон Фелисите Лораге (1733—1824), герцог Бранка, за попытку шантажа избил де Моранда и заставил его опубликовать за своей подписью письмо в английских газетах, в котором тот признал себя лжецом.
Моранд был злейшим врагом Калиостро. Не жалел усилий для дискредитации Калиостро, когда тот приехал в Лондон после дела с алмазным колье в 1786 году, и, в конце концов, опубликовал серию сенсационных статей о том, что Калиостро был не кем иным, как Джузеппе Бальзамо (Giuseppe Balsamo), сицилийским самозванцем и мошенником, который родился в Палермо 8 июня 1743 г. и приобрёл дурную славу вызывающими и скандальными приключениями в Италии, Испании, Англии и Франции.
С 1771 до 1791 жил в изгнании в Лондоне, где редактировал французскую газету «Курьер Европы» (Le Courier de l’Europe).